# Phanerotoma unipunctata
Phanerotoma unipunctata är en stekelart som beskrevs av Joseph Augustine Cushman 1922. Phanerotoma unipunctata ingår i släktet Phanerotoma och familjen bracksteklar. Inga underarter finns listade i Catalogue of Life.